# Buschrodt
Buschrodt (luxembourgeois : Bëschrued) est une section de la commune luxembourgeoise de Groussbus-Wal située dans le canton de Redange.